# Ideias com História
Ideias com História foi um programa de televisão portuguesa que foi ao ar no início da década de 1990 no canal RTP2.
Dirigido por Hélder Costa, era apresentado por Carlos Cruz que, a cada programa entrevistava dois ou três atores que interpretavam figuras de diversas épocas da história universal. Participaram actores como Tozé Martinho, Luís Zagalo, Manuel Cavaco, Filipe Crawford, José Boavida, João Maria Pinto, Duarte Barrilaro Ruas, entre outros.

## Elenco
- Alexandre de Sousa - Mahatma Gandhi / Átila, o Huno
- António Anjos - Padre António Vieira
- António Assunção - Nero
- António Feio - George Bernard Shaw
- António Marques - Al Capone
- Alexandre Melo - Júlio Verne
- António Reis - Miguel de Vasconcelos
- Camacho Costa - John D. Rockefeller
- Canto e Castro - Jonathan Swift / Damião de Góis
- Carlos César - Juiz Veiga
- Carlos Lacerda - D. Pedro IV
- Carlos Paulo - Chou-en-Lai
- Cláudia Negrão - Madame de Pompadour
- Daniel Martinho
- Diogo Infante - Jesus Cristo
- Duarte Barrilaro Ruas - Howard Hughes
- Estrela Novais - Dolores Ibárruri
- Fernanda Lapa - Cleópatra
- Filipe Crawford - D. Miguel
- Francisco Nicholson - Rafael Bordalo Pinheiro
- Francisco Pestana - Adolf Hitler
- Helena Isabel - Marilyn Monroe / Marlene Dietrich
- Ilda Roquete - Eva Perón
- Isabel de Castro - Catarina II da Rússia
- João Azevedo - Hermann Goering
- João D'Ávila - Cândido dos Reis
- João Grosso - Maomé
- João Maria Pinto - Miguel de Cervantes
- João Ricardo - Pancho Villa
- Jorge Sequerra - Heinrich Himmler / Émile Zola
- José António Pires - Martin Luther King
- José Boavida - Inácio de Loyola / Viriato
- José Eduardo - Joseph Goebbels
- José Gomes - Charles Darwin / Mao Tsé-Tung / General Humberto Delgado
- José Rui Martins - Infante D. Henrique
- José Viana - António Aleixo
- Júlio Cardoso - Leonardo da Vinci
- Júlio César - D. Afonso Henriques
- Júlio Martin - Maximilien de Robespierre
- Juvenal Garcês - Che Guevara
- Laura Soveral - Louise Michel
- Luís Castro - Nicolau Maquiavel
- Luís Matta - Marechal Tito
- Luís Vicente - Napoleão Bonaparte
- Luís Zagallo - Conde Drácula
- Manuel Cavaco - Manuel Maria Barbosa du Bocage
- Manuela Couto - Maria Callas
- Maria do Céu Guerra - Rainha Maria Antonieta / Rainha Carlota Joaquina
- Maria Vieira - Rainha Victória
- Mário Jacques - Dr. Fausto
- Mário Pereira - Rodrigues Sampaio
- Natália Luiza - Joana d'Arc
- Nicolau Breyner - Benito Mussolini
- Nuno Melo - Grande Dragão do Ku-Klux-Klan
- Pedro Alpiarça - Humphrey Bogart
- Pompeu José - Charles Chaplin
- Rita Loureiro - Charlotte Corday
- Rui Luís - Pina Manique
- Rui Mendes - D. Dinis
- Ruy de Carvalho - António de Oliveira Salazar
- Tozé Martinho - Gomes Freire de Andrade
- Varela Silva - Grigori Rasputin
- Virgílio Castelo - Zé do Telhado
- Vítor Norte - Fernão Mendes Pinto